# Bataille de Julesburg
Guerre du Colorado
La bataille de Julesburg est un raid mené le 7 janvier 1865 par des guerriers cheyennes et lakotas sur la ville de Julesburg dans le territoire du Colorado après le massacre de Sand Creek.
Peu avant l'attaque, un groupe de guerriers tente de leurrer les soldats américains postés à Fort Rankin en les attirant à l'extérieur du fort mais l'impatience de jeunes guerriers conduit à refermer le piège trop tôt. Réalisant qu'il est en train de conduire ses hommes dans une embuscade, le capitaine O'Brien ordonne la retraite. Tandis que les soldats américains se replient vers le fort, de nombreux guerriers se lancent à l'assaut de Julesburg.
Dans le même temps, les habitants de Julesburg ont réussi à s'abriter au fort avant que les Sioux et les Cheyennes saccagent et pillent la ville.